# Ýpsonas
Ýpsonas (turkiska: İpsona) är en ort i Cypern. Den ligger i distriktet Eparchía Lemesoú, i den södra delen av landet. Ýpsonas ligger 91 meter över havet och antalet invånare är 7 348.
Terrängen runt Ýpsonas är platt åt sydost, men åt nordväst är den kuperad. Trakten runt Ýpsonas är i huvudsak tätbebyggd. På norra sidan finns hed.